# Danville (Arkansas)
Danville város az USA Arkansas államában, Yell megyében, melynek Dardanelle-lel együtt megyeszékhelye is. Lakosainak száma 2028 fő (2020. április 1.).

## Népesség
A település népességének változása:
| Lakosok száma | 200  | 2392 | 2409 | 2028 |
|               | 1880 | 2000 | 2010 | 2020 |